# Saison 16 de NCIS : Enquêtes spéciales
Chronologie
Saison 15 Saison 17
Cet article présente le guide des épisodes de la seizième saison de la série télévisée américaine NCIS : Enquêtes spéciales. Aux États-Unis, diffusée du 25 septembre 2018 au 21 mai 2019.

## Généralités

### Diffusions
- Aux États-Unis et au Canada, elle a été diffusée du 25 septembre 2018 au 21 mai 2019.
- En Suisse, elle est diffusée depuis le 31 janvier 2019 sur RTS Un.
- En Belgique, elle est diffusée depuis le 22 mai 2019 sur RTL-TVI.
- En France, elle est diffusée du 14 juin 2019 sur M6 au 28 février 2020. M6 stoppe la diffusion des inédits à la suite du 2e épisode du 21 juin 2019 puis la reprend le 6 décembre 2019.

## Distribution

### Acteurs réguliers
- Mark Harmon (VF : Hervé Jolly) : Leroy Jethro Gibbs, chef d'équipe du NCIS
- Sean Murray (VF : Adrien Antoine) : Timothy McGee, agent spécial du NCIS
- Emily Wickersham (VF : Barbara Beretta) : Eleanor « Ellie » Bishop, agent spécial du NCIS
- Wilmer Valderrama (VF : Eilias Changuel) : Nick Torres, agent spécial du NCIS
- Maria Bello : Jacqueline « Jackie » Sloane, agent spécial du NCIS et scientifique du NCIS
- Brian Dietzen (VF : Christophe Lemoine) : Jimmy Palmer , médecin légiste du NCIS
- Diona Reasonover : Kasie Hines, experte scientifique du NCIS
- Rocky Carroll (VF : Serge Faliu) : Leon Vance, directeur du NCIS
- David McCallum (VF : Michel Le Royer) : Donald Mallard, historien et ancien médecin légiste du NCIS (13 épisodes)

### Acteurs récurrents et invités
- Naomi Grace : Kayla Vance (épisodes 1 et 3)
- Joe Spano : Tobias Fornell (épisodes 4 et 24)
- Margo Harshman : Delilah McGee, analyste du DOD (épisode 14)
- Robert Wagner : Anthony DiNozzo Sr. (épisode 16)
- Cote de Pablo : Ziva David (épisode 24)
- Mitch Pileggi : Wynn Crawford, secrétaire à la défense (épisodes 11 et 22)
- Laura San Giacomo : Dr Grace Confalone, psychologue (épisodes 23)

## Production
Le 13 avril 2018, la chaîne de télévision américaine CBS annonce que NCIS : Enquêtes spéciales est renouvelé pour une nouvelle saison, dont la diffusion commencera à l'automne 2018.
La saison comporte 24 épisodes et est diffusée du 25 septembre 2018 au 21 mai 2019 sur CBS.
En Suisse, elle est diffusée du le 31 janvier 2019 au 9 février 2020 sur RTS Un.
En Belgique, elle est diffusée du 22 mai 2019 au 25 février 2020 sur RTL-TVI.
En France, elle est diffusée du 14 juin 2019 sur M6 au 28 février 2020. M6 stoppe la diffusion des inédits à la suite du 2e épisode du 21 juin 2019 puis la reprend le 6 décembre 2019.
Le 18 juillet 2018, CBS révèle que Diona Reasonover, qui jouait Kasie Hines, diplômée en expertise scientifique, dans la saison 15, remplacera Pauley Perrette.
En pleine diffusion de la saison, l'acteur David McCallum alors âgé de 85 ans, annonce avoir renégocié son contrat pour qu'il n'apparaisse que dans 12 épisodes au lieu de 24.
Joe Spano, Margo Harshman, Robert Wagner et Laura San Giacomo, sont revenus en tant que récurrents dans un ou plusieurs épisodes de cette saison.
Le dernier épisode de la saison marque le retour de Ziva David, interprétée par Cote de Pablo, elle reviendra dans la saison suivante pour la suite de son intrigue.

## Épisodes

### Épisode 1:Sous la menace
- États-Unis /  Canada : 25 septembre 2018 sur CBS / Global
- Suisse : 31 janvier 2019 sur RTS Un
- Belgique : 22 mai 2019 sur RTL-TVI
- France : 14 juin 2019 sur M6

- États-Unis : 12,56 millions de téléspectateurs[6] (première diffusion)
- France : 2,70 millions de téléspectateurs[7] (première diffusion)

- Keon Alexander : Agent spécial de la CIA Nazy Rickman
- Jessica Gardner : Olivia Kahn
- Naomi Grace : Kayla Vance
- Alexa Hamilton : Sybil Rigg
- Cory Jacob : Agent spécial du NCIS Rod Beecham
- Robin Karfo : Zaiyema
- Pej Vahdat : Nigel Hakim
- Chad Lindberg : Joey Peanuts
- Rob Mainord : Myron Holt
- Jim Meskimen : Docteur Farrel Emerson
- Danielle Rayne : Colonel des Marines Leah Siffler
- Lauran September : Emma Thatcher

### Épisode 2:Petit meurtre entre voisins
- États-Unis /  Canada : 2 octobre 2018 sur CBS / Global
- Suisse : 7 février 2019 sur RTS Un
- Belgique : 22 mai 2019 sur RTL-TVI
- France : 21 juin 2019 sur M6

- États-Unis : 12,13 millions de téléspectateurs[6] (première diffusion)
- France : 2,12 millions de téléspectateurs (première diffusion)

- Mann Alfonso : Edgar Fitz
- Nick Alvarez : Jonny
- Ellie Araiza : Sheila Moeney
- Ben Bode : Dan Reynolds
- Ralph Cole Jr. : Gary Clifford
- Robin McDonald : Loni Braddish
- David Pressman : Lewis Dacey
- Zac Pullam : Mitch
- Lise Simms : Nancy Reynolds

### Épisode 3:Boom
- États-Unis /  Canada : 9 octobre 2018 sur CBS / Global
- Suisse : 14 février 2019 sur RTS Un
- Belgique : 29 mai 2019 sur RTL-TVI
- France : 6 décembre 2019 sur M6

- États-Unis : 12,36 millions de téléspectateurs[6] (première diffusion)
- France : 2,75 millions de téléspectateurs (première diffusion)

- Cameron Radice : Todd Nicholas
- Tara Holt : Sheba Nicholas
- J. D. Walsh : Leonard Finnick
- Dionne Gipson : Mallory
- Naomi Grace : Kayla Vance
- Zach Tinker (David West)
- Sharon Gardner : Ava
- Kent Shocknek : Guy Ross
- Julien Ari : Walt Fergus
- Lana McKissack : Edie Samples
- Sylvia Kwan : Gwen Eisley

### Épisode 4:Les Compères
- États-Unis /  Canada : 16 octobre 2018 sur CBS / Global
- Suisse : 21 février 2019 sur RTS Un
- Belgique : 29 mai 2019 sur RTL-TVI
- France : 13 décembre 2019 sur M6

- États-Unis : 11,86 millions de téléspectateurs[6] (première diffusion)
- France : 2,32 millions de téléspectateurs (première diffusion)

- Joe Spano : Tobias Fornell (1/2)
- Amielynn Abellera : Lieutenant de la NAVY Kaitlyn Holcomb
- Daryl C. Brown : Commandant de la NAVY Lovinder Prasad
- Jill Czarnowski : Susan Ottsley
- Don Lake : Phillip Brooks
- Kate Orsini : Agent spécial du FBI Isabel Monet
- Emily Rose : Anna Jenlowe
- Ian Gregory : Horace Barnes
- Bo Kane : William Forman
- Rich Ceraulo Ko : Muncie Tyson

### Épisode 5:C'était la guerre
- États-Unis /  Canada : 23 octobre 2018 sur CBS / Global
- Suisse : 28 février 2019 sur RTS Un
- Belgique : 5 juin 2019 sur RTL-TVI
- France : 20 décembre 2019 sur M6

- États-Unis : 11,26 millions de téléspectateurs[6] (première diffusion)
- France : 2,74 millions de téléspectateurs (première diffusion)

- Cayden Boyd : Lieutenant Danny Hall
- Cameron Cowperthwaite : Caporal Thomas Fletcher
- Amaris Davidson : Olivia
- Fred Dryer : Sergent des marines Thomas Fletcher
- Brett Gipson : Sam
- Demetrius Hodges : Caporal Ray Jennings
- Steve Olson : Dylan
- Charles Robinson : Ray Jennings
- Dee Wallace : Claire Hall

### Épisode 6:Des hommes à abattre
- États-Unis /  Canada : 30 octobre 2018 sur CBS / Global
- Suisse : 28 février 2019 sur RTS Un
- Belgique : 5 juin 2019 sur RTL-TVI
- France : 20 décembre 2019 sur M6

- États-Unis : 12,31 millions de téléspectateurs[6] (première diffusion)
- France : 2,42 millions de téléspectateurs (première diffusion)

- Todd Anthony : Lieutenant Connor Reese
- Kirk Fox : Rod Carmale
- Marla Gibbs : Madame Brown
- Suzanne Savoy : Rachel Brentwood
- Justin Welborn : John Zaprowski
- Scott William Winters : Westley Clark

### Épisode 7:Salut l'artiste
- États-Unis /  Canada : 13 novembre 2018 sur CBS / Global
- Suisse : 7 mars 2019 sur RTS Un
- Belgique : 12 juin 2019 sur RTL-TVI
- France : 27 décembre 2019 sur M6

- États-Unis : 12,47 millions de téléspectateurs[6] (première diffusion)
- France : 2,99 millions de téléspectateurs (première diffusion)*meilleur audience

- Jeryl Prescott Sales : Annie Sullivan
- Judith Moreland : Carrie Lewis
- David Paluck : Directeur Glenn Webb
- Ian Alda : Luke Green
- Bill O'Neill : Zach
- Abbie Cobb : Melanie Keller
- Luke Jones : Manny Barnes

### Épisode 8:Un traître parmi nous
- États-Unis /  Canada : 20 novembre 2018 sur CBS / Global
- Suisse : 7 mars 2019 sur RTS Un
- Belgique : 12 juin 2019 sur RTL-TVI
- France : 27 décembre 2019 sur M6

- États-Unis : 11,94 millions de téléspectateurs[6] (première diffusion)
- France : 2,77 millions de téléspectateurs (première diffusion)

- Joe Nieves : Justin Kinneman
- Rif Hutton : Général de marine Phillip Braxton
- Jason Gerhardt : Colonel Jonah Park
- Alex Ball : Richard Granger
- Taylor Blackwell : Trista
- JT Neal : Dean
- Shea Buckner : Xavier Blackburn
- Bobak Bakhtiari : Aazar Atwa

### Épisode 9:À la recherche du temps perdu
- États-Unis /  Canada : 4 décembre 2018 sur CBS / Global
- Suisse : 14 mars 2019 sur RTS Un
- Belgique : 7 janvier 2020 sur RTL-TVI
- France : 3 janvier 2020 sur M6

- États-Unis : 12,04 millions de téléspectateurs[6] (première diffusion)
- France : 2,79 millions de téléspectateurs (première diffusion)

- Cassi Thomson : Angie Gray
- Jeff Pierre : Lew Nolte
- Miriam A. Hyman : Lanny Peete
- James MacDonald : Amiral Norton Padgett
- Susan Angelo : La femme de l'amiral
- Patrick W. Day : Phil Iverson, détective privé

### Épisode 10:Sans famille
- États-Unis /  Canada : 11 décembre 2018 sur CBS / Global
- Suisse : 14 mars 2019 sur RTS Un
- Belgique : 7 janvier 2020 sur RTL-TVI
- France : 10 janvier 2020 sur M6

- États-Unis : 12,28 millions de téléspectateurs[6] (première diffusion)
- France : 2,74 millions de téléspectateurs (première diffusion)

- Sammi Hanratty : Tanya Jacobs
- Matt Nolan : Paul Spencer
- Rahnuma Panthaky : Neera Kapoor
- Karole Foreman : Lydia Miles
- Niko Nicotera : Albert "Vicious" Leary
- John Wesley : Samuel Kemp
- Ele Keats : Judy Shaw
- Michael Turner Tucker : Jerome Murray
- Kirk Bovill : Richard Sims
- Dan O'Connor : Pete Shaw

### Épisode 11:Menace toxique
- États-Unis /  Canada : 8 janvier 2019 sur CBS / Global
- Suisse : 21 mars 2019 sur RTS Un
- Belgique : 14 janvier 2020 sur RTL-TVI
- France : 17 janvier 2020 sur M6

- États-Unis : 12,08 millions de téléspectateurs[6] (première diffusion)
- France : 2,63 millions de téléspectateurs (première diffusion)

- Scott William Winters : Officier de la CIA Westley Clark
- Kasey Mahaffy : Docteur Patton Hartgrave
- Angela Elayne Gibbs : Eden Penzance
- Katherine Von Till : Pamela Juventas
- Lauren Sweetser : Macy Grant
- Mitch Pileggi : Secrétaire à la défense Wynn Crawford
- Steve Tom : George Ashley Green
- Kent Shocknek : Présentateur de ZNN Guy Ross

### Épisode 12:Le Serment
- États-Unis /  Canada : 15 janvier 2019 sur CBS / Global
- Suisse : 21 mars 2019 sur RTS Un
- Belgique : 14 janvier 2020 sur RTL-TVI
- France : 17 janvier 2020 sur M6

- États-Unis : 12,21 millions de téléspectateurs[6] (première diffusion)
- France : 2,63 millions de téléspectateurs (première diffusion)

- Dabney Coleman : Caporal John Sydney
- Ian Duncan : Michael Deegan
- Johnny Wactor : Lieutenant Ross Johnson
- Luke Edwards : Tommy Mulligan
- Rochelle Robinson : Megan Boone
- Sam Littlefield : Oliver Sherry
- Daniel E. Smith : Cal Frazier
- Lisa Maley : Agent en probation du NCIS Anna Ventura

### Épisode 13:La Règleno10
- États-Unis /  Canada : 12 février 2019 sur CBS / Global
- Suisse : 29 août 2019 sur RTS Un
- Belgique : 21 janvier 2020 sur RTL-TVI
- France : 24 janvier 2020 sur M6

- États-Unis : 13,37 millions de téléspectateurs[6] (première diffusion)
- France : 2,93 millions de téléspectateurs (première diffusion)

- Tim Lounibos : Détective Paul Atwood
- Max Deacon : Ben Ramsey
- Christian Barber : Sergent Chet Zimmerman
- Sunnie Pelant : Lily Burke
- Tess Elliot : Morgan Burke
- Matt Lasky : Robert Hill
- Deepti Gupta : Docteur Conrad

### Épisode 14:Il était une fois McGee
- États-Unis /  Canada : 19 février 2019 sur CBS / Global
- Suisse : 29 août 2019 sur RTS Un
- Belgique : 21 janvier 2020 sur RTL-TVI
- France : 24 janvier 2020 sur M6

- États-Unis : 12,74 millions de téléspectateurs[6] (première diffusion)
- France : 2,93 millions de téléspectateurs (première diffusion)

- Margo Harshman : Delilah Fielding
- Audrey Moore : Chloe Crane
- John Hartmann : Inspecteur Richard Sullivan
- Stephen Full : Monsieur Lewis
- Charles Tyler Kinder : McGee jeune
- Sammi-Jack Martincak : Chloe Crane jeune
- Matthew Glave : Commandant de la Navy John McGee

### Épisode 15:Le Mentor
- États-Unis /  Canada : 26 février 2019 sur CBS / Global
- Suisse : 5 septembre 2019 sur RTS Un
- Belgique : 28 janvier 2020 sur RTL-TVI
- France : 31 janvier 2020 sur M6

- États-Unis : 11,77 millions de téléspectateurs[6] (première diffusion)
- France : 2,69 millions de téléspectateurs (première diffusion)

- Steven Krueger : Andrew Townsley
- Sean Patrick Thomas : Commandant Ian Rackham
- Griffin Freeman : Quartier Maître seconde classe Eric Brown
- Sloane Morgan Siegel : Max Girard
- Ashley Liao : Hayley
- Cedric Begley : Blake
- Teri Wyble : Kendra Allston

### Épisode 16:Le Mauvais Fils
- États-Unis /  Canada : 12 mars 2019 sur CBS / Global
- Suisse : 5 septembre 2019 sur RTS Un
- Belgique : 28 janvier 2020 sur RTL-TVI
- France : 31 janvier 2020 sur M6

- États-Unis : 12,08 millions de téléspectateurs[6] (première diffusion)
- France : 2,35 millions de téléspectateurs (première diffusion)

- Robert Wagner : Anthony DiNozzo Sr.
- Larry Miller : Ed Slater, beau-père de Jimmy
- Connie Jackson : Elaine
- François Chau : Henry Deng
- Ping Wu : Peter Liu
- Jacob Zachar : Stevie Slater
- Stephen Caffrey : Kevin Braddish
- Shea Vaughan-Gabor : Jen
- Jason Marrs : Joe
- Cecile Cubilo : Cosette
- Alexandra Bokyun Chun : Phyllis Wu
- E-Kan Soong : Keung Deng / Kenneth Dent

### Épisode 17:Danger en eaux profondes
- États-Unis /  Canada : 26 mars 2019 sur CBS / Global
- Suisse : 12 septembre 2019 sur RTS Un
- Belgique : 4 février 2020 sur RTL-TVI
- France : 7 février 2020 sur M6

- États-Unis : 12,18 millions de téléspectateurs[6] (première diffusion)
- France : 2,79 millions de téléspectateurs (première diffusion)

- James Ferris : Commandant Gregory Pullman
- Michele Boyd : Officier quartier maître Emily Ross
- Mark Fite : Walter Miller
- Arlene Santana : Chef Constance Shaw
- Ransford Doherty : Officier de seconde classe Zachary Harper
- Tommy Walker : Officier de première classe Justin Hardy
- Matthew Bellows : Capitaine Reginald Barkley
- Ethan Flower : Chef Alfonso Romero
- Megan Gallagher : Sous secrétaire de la Navy Jennifer Leo
- Tracy Howe : Chef cuisto Brian Kalr

### Épisode 18:Mona Lisa
- États-Unis /  Canada : 2 avril 2019 sur CBS / Global
- Suisse : 12 septembre 2019 sur RTS Un
- Belgique : 4 février 2020 sur RTL-TVI
- France : 7 février 2020 sur M6

- États-Unis : 11,89 millions de téléspectateurs[6] (première diffusion)
- France : 2,72 millions de téléspectateurs (première diffusion)

- Scott William Winters : Officier de la CIA Westley Clark
- Dionne Gipson : Mallory
- Tania Nolan : Nena Easterling
- Aaron O'Connell : Jordan Peralta, coach de Torres
- Adam Harrington : Commandant des gardes côtes Sam Hendrix

### Épisode 19:La Force de l'espérance
- États-Unis /  Canada : 9 avril 2019 sur CBS / Global
- Suisse : 19 septembre 2019 sur RTS Un
- Belgique : 11 février 2020 sur RTL-TVI
- France : 14 février 2020 sur M6

- États-Unis : 11,82 millions de téléspectateurs[6] (première diffusion)
- France : 2,53 millions de téléspectateurs (première diffusion)

- Jennifer Carta : Capitaine de la NAVY Veronica Crawford
- Sam Daly : Officier de police Dale Moseby
- Kate Hamilton : Faith Tolliver
- Roopashree Jeevaji : Docteur Jeevaji
- Merrick McCartha : Docteur Eugene Pierce
- Brian McNamara : Noah Sykes
- Elayn J. Taylor : Odette Malone

### Épisode 20:La Fiancée du passé
- États-Unis /  Canada : 16 avril 2019 sur CBS / Global
- Suisse : 19 septembre 2019 sur RTS Un
- Belgique : 11 février 2020 sur RTL-TVI
- France : 14 février 2020 sur M6

- États-Unis : 11,88 millions de téléspectateurs[6] (première diffusion)
- France : 2,32 millions de téléspectateurs (première diffusion)

- Andrew Bilgore : Franklin Morrison
- Garrett M. Brown : Général des Marines en retraite James Wallace
- Cassandra Creech : Amy Tano
- Erin Cummings : Major des Marines Ellen Wallace
- J. Teddy Garces : Omar Lewis
- J. J. Hawkins : Taylor Southard
- Doug Savant : Général de brigade Daniel Kent

### Épisode 21:Justice et châtiment (1/2)
- États-Unis /  Canada : 30 avril 2019 sur CBS / Global
- Suisse : 26 septembre 2019 sur RTS Un
- Belgique : 18 février 2020 sur RTL-TVI
- France : 21 février 2020 sur M6

- États-Unis : 11,80 millions de téléspectateurs[6] (première diffusion)
- France : 2,86 millions de téléspectateurs (première diffusion)

- Larry Bates : Malik Madson
- Nico Greetham : Tommy Larson
- Andre Johnson : Bailiff Colt Mckinney
- Anna Khaja : Assistante du procureur Eliza Hutchins
- Jennifer Marsala : Jennifer Larson
- Bianca Berry Tarantino : Jennifer Larson enfant
- David Grammer : Stuart Crum

### Épisode 22:Justice et châtiment (2/2)
- États-Unis /  Canada : 7 mai 2019 sur CBS / Global
- Suisse : 26 septembre 2019 sur RTS Un
- Belgique : 18 février 2020 sur RTL-TVI
- France : 21 février 2020 sur M6

- États-Unis : 11,66 millions de téléspectateurs[6] (première diffusion)
- France : 2,65 millions de téléspectateurs (première diffusion)

- Connie Jackson : Elaine
- Scott William Winters : Officier de la CIA Westley Clark
- Dionne Gipson : Mallory Madden
- Mitch Pileggi : Secrétaire de la défense Wynn Crawford
- Mike Farrell : Juge Miles Deakin

### Épisode 23:Une personne à qui parler
- États-Unis /  Canada : 14 mai 2019 sur CBS / Global
- Suisse : 9 février 2020 sur RTS Un
- Belgique : 25 février 2020 sur RTL-TVI
- France : 28 février 2020 sur M6

- États-Unis : 11,67 millions de téléspectateurs[8] (première diffusion)
- France : 2,95 millions de téléspectateurs

- Laura San Giacomo : Docteur Grace Confalone
- Carl Beukes : John Calfa
- Mary Faber : Lori Wilson
- Anne Leighton : Ingra Petrov
- Angela Sprinkle : Mary
- Chris Gardner : Joe
- Crystal Coney : Officier de la police militaire Clara Woods

### Épisode 24:Fantômes
- États-Unis /  Canada : 21 mai 2019 sur CBS / Global
- Suisse : 9 février 2020 : sur RTS Un
- Belgique : 25 février 2020 sur RTL-TVI
- France : 28 février 2020 sur M6

- États-Unis : 12,09 millions de téléspectateurs[8] (première diffusion)
- France : 2,76 millions de téléspectateurs

- Joe Spano : Tobias C. Fornell (2/2)
- Juliette Angelo : Emily Fornell
- Melinda McGraw : Diane Fornell
- AJ Achinger : Spencer Cox
- Cote de Pablo : Ziva David
- Larry Poindexter : Docteur Berman
- Haley Tju : Alexis
- Yorke Fryer : Docteur C. Vargas